# Georg Theodor Hoffmann
Georg Theodor Hoffmann (* 17. November 1848 in Rochsburg; † 12. Februar 1919) war ein deutscher Reichsgerichtsrat.

## Leben
Der Sachse Georg Hoffmann wurde 1872 vereidigt. 1879 wurde er Landgerichtsrat und 1884 Amtsrichter. Zum Landgerichtsdirektor am Landgericht Leipzig wurde er 1889 befördert. 1902 kam er an das Reichsgericht. Er war im VII. Zivilsenat und IV. Zivilsenat tätig. April 1914 trat er in den Ruhestand.
Hoffmann wurde im Sommer 1868 während seines Studiums Mitglied der Leipziger Universitäts-Sängerschaft zu St. Pauli (heute Deutsche Sängerschaft).
Der Rechtswissenschaftler und Hochschullehrer Burkhard Breig (* 1969) ist ein Ururenkel von Georg Theodor Hoffmann.

## Schriften
- Reichsgerichtsräte-Kommentar 1910: §§ 516–534, 812–822, 985–1007, 1922–2385 BGB
- Deutsche Bürgerkunde – Kleines Handbuch des politisch Wissenswerten für jedermann, Leipzig: Grunow 1894 Digitalisat der 2. Auflage (1897)